# Штёк, Герхард
Герхард Штёк (нем. Gerhard Stöck, 28 июля 1911 — 29 марта 1985) — немецкий легкоатлет, олимпийский чемпион.
Родился в 1911 году в Шёнланке округа Вирзиц региона Бромберг провинции Позен. Изучал филологию в университетах Кёнигсберга, Галле, Грайфсвальда и Берлина. В 1933 году вступил в СА. Активно занимался различными видами лёгкой атлетики, не раз завоёвывал медали германских первенств, в 1935 году стал чемпионом мира среди студентов по метанию копья и по легкоатлетическому пятиборью. В 1936 году на Олимпийских играх в Берлине завоевал золотую медаль в метании копья и бронзовую — в толкании ядра. В 1937 году вступил в НСДАП. В 1938 году стал серебряным призёром чемпионата Европы в толкании ядра.
В годы второй мировой войны воевал на Восточном фронте, был под Сталинградом, в 1944 году получил звание штурмбанфюрера СА.
После войны с 1950 по 1975 годы возглавлял департамент спорта в Гамбурге. На Летних Олимпийских играх 1956 и 1960 годов был официальным главой Объединённой германской команды, а на Летних Олимпийских играх 1964 года — заместителем главы.